# Лубнянська сільська рада
| Лубнянська сільська рада — колишній орган місцевого самоврядування у Великоберезнянському районі Закарпатської області з адміністративним центром у с. Лубня. Сільській раді підпорядковані населені пункти: - с. Лубня |

## Склад ради
Рада складалася з 12 депутатів та голови.

## Керівний склад сільської ради
| ПІБ                     | Основні відомості                                                                                     | Дата обрання | Дата звільнення |
| ----------------------- | --- | ------------ | --------------- |
| Вайда Василь Петрович   | Сільський голова, 1952 року народження, освіта, член Соціал-демократичної партії України (об'єднаної) | 26.03.2006   | 31.10.2010      |
| Мушак Василь Михайлович | Сільський голова, 1967 року народження, освіта середня загальна, член Партії регіонів                 | 31.10.2010   | 03.11.2013      |

Примітка: таблиця складена за даними джерела

## Населення
Згідно з переписом УРСР 1989 року чисельність наявного населення сільської ради становила 287 осіб, з яких 132 чоловіки та 155 жінок.
За переписом населення України 2001 року в сільській раді мешкало 211 осіб.

### Мова
Розподіл населення за рідною мовою за даними перепису 2001 року:
| Мова       | Відсоток |
| ---------- | -------- |
| українська | 99,53 %  |
| російська  | 0,47 %   |